# Операција Цитен
Капитулација Италије 8. септембра 1943. отворила је нове и неслућене перспективе рата на Балкану. Иако су Немци концентрисали знатне снаге, ипак је НОВЈ дуже времена држала у својим рукама неке кључне стратешке положаје: велика острва, Пељешац, Подбиоковље, обалу испод Велебита, као и важне положаје у јадранском залеђу. Ово је отварало могућност непосредне везе између НОВЈ и Савезника у јужној Италији. Међутим, за остваривање ове сарадње нису још биле донете политичке одлуке и организационе мере. Првих недеља се коришћењем ове везе бавио један број ентузијаста, и то са знатним успехом.
Ова веза је за Немце представљала опасну претњу. Стога су они покренули опсежне операције против позиција НОВЈ на Јадрану и веза са залеђем. Операција „Цитен“ децембра 1943. једна је од низа операција које је у децембру 1943. синхроно предузела немачка Друга оклопна армија са циљем санирања кризе и систематског побољшања својих позиција на западном Балкану. Циљ ове операције је овладавање залеђем средње Далмације, а посебно Ливањским Пољем као кључним положајем.
Операција је изведена у тесној сарадњи и уз помоћ трупа 5. СС корпуса и 15. брдског корпуса. Ови корпуси формирали су четири моторизоване групације ојачане оклопним деловима ради брзог и енергичног концентричног продора у дубину територије коју је контролисала НОВЈ. Ове четири нападне колоне конвергирале су ка Ливну као примарном циљу операције.
Територију средње Далмације и њено залеђе контролисао је Осми далматински корпус НОВЈ, с наређењем да је активно брани.
Операција је почела 4. децембра 1943. општим нападом на свим правцима. Услед организационих пропуста, Немци су релативно лако решили основни задатак и заузели Ливно 6. децембра у поподневним часовима. Услед значаја ове области за обе стране, Врховни штаб НОВЈ одмах је реаговао слањем делова Првог пролетерског корпуса ради противнапада и поновног запоседања Ливна.
Безуспешни противнапади делова Првог пролетерског корпуса и 8. корпуса трајали су до 19. децембра, након чега је Врховни штаб НОВ и ПОЈ био принуђен да одустане од поседања ове области и тиме одустане од стварања трајне слободне територије у овој фази рата.

## Стратешка и оперативна ситуација почетком новембра на Балкану

### Ситуација из немачког угла
Након капитулације Италије септембра 1943. и напредовања Савезника у јужној Италији ситуација на западном Балкану постала је за Немачку критична. Упркос енергичним мерама и довођењу штаба Друге оклопне армије, Трећег СС оклопног корпуса са источног фронта и једанаест нових дивизија у кратком времену, западна обала Јадрана почетком новембра 1943. била је још увек широм отворена за евентуално искрцавање Савезника. НОВЈ је држала у својим рукама главна јадранска острва, обалу и градове испод Велебита, Трогир, Подгору и Пељешац. У позадини средњодалматинске обале лежала је широка слободна територија у којој се као кључни стратешки чвор истицало Ливањско поље. Оно је, с једне стране, прикупљало комуникације које изводе са јадранске обале, а са друге је ширило везе:
1. на једну страну према великој територији контролисаној од НОВЈ у западној Босни и Хрватској
2. на другу страну према веома великој територији контролисаној од НОВЈ у источној Босни, Санџаку и Црној Гори која се простирала од реке Саве код Брчког до Никшића и Проклетија у Црној Гори.

Врховна команда Вермахта је веома озбиљно схватила ситуацију. Крупним снагама групе армија Б на комуникацијама у залеђу Тршћанског и Кварнерског залива (такозвана Ромелова офанзива, или операција „Провала облака“) и Друге оклопне армије у области Загреба и Карловца током септембра и октобра поново је успостављена контрола над унутрашњим прстеном одбране Балкана. За то време периферне снаге Друге оклопне армије покушавале су на широком подручју закрпити бар неке отворене рупе.
Почетком новембра ситуација је по Немце и даље била тешка и захтевала је прелазак у нову фазу што је пре могуће.
Борбене акције, које су се отуда развиле изгубиле су карактер герилског рата. У стварности, у борбама са посадним трупама на одлучујућим местима појављују се бројно јаке, плански вођене и — бар за планинско ратовање — добро наоружане и опремљене јединице.
Према томе, неправилно би било да се и даље говори о „герилству“ или да се сузбијање банди сматра као полицијска ствар. Ради се о томе да се уочи да је непријатељ стао ногом на Балкан и да га треба уништити пре него што ће већи део трупа бити присиљен да крене у одбрану обале.
Офанзива састављена од низа синхроних и повезаних операција на широком подручју од Баније до Пријепоља која је требало да из основа измени ситуацију на ратишту Југоистока организована је за почетак децембра. Један од приоритета било је прекидање непосредног контакта Савезника и НОВЈ на Јадрану. Отвор према Јадрану где је на самој обали већ била у току операција „Јесењи пљусак“) нападнут је по дубине операцијом „Цитен“).

### Стратешка ситуација из угла НОВЈ
Капитулацијом Италије НОВЈ је дошла до значајне количине војне опреме. Поред тога, дошло је до масовног прилива добровољаца. Искусне јединице, које су биле борбено извежбане и очврсле у претходним тешким борбама у овом периоду попуњене су великим бројем добровољаца без борбеног искуства, а формиране су и бројне нове јединице. Обука командног кадра, учвршћивање јединица и овладавање војном вештином биће у наредном периоду крупан задатак са ову нагло омасовљену војску. Партизански руководиоци увиђали су да им непосредна веза са Савезницима на Јадрану пружа перспективу систематског обезбеђења својих потреба за оружјем и опремом са далекосежним војним и политичким импликацијама. Постојали су и извесни политички ризици од таквог везивања, али они су у том тренутку изгледали секундарно.
Да би се искористиле ове могућности, било је неопходно да са задрже и одбране положаји на обали, као и стратешка саобраћајна чворишта у залеђу. Ливно је међу њима било најзначајније.

### Стратешка ситуација из угла Савезника
Тек што су успостављени први контакти и добијене прве информације, а знатно пре доношења било каквих озбиљних одлука, пред Савезницима се изненада отворила могућност да преко НОВЈ продру дубоко на Балкан са могућношћу угрожавања немачких позиција у средњој Европи.
У овом периоду озваничене су и интензивиране везе Савезника са НОВЈ. 16. септембра 1943. у Врховни штаб НОВЈ стигао је бригадир Фицрој Маклејн (енгл. Fitzroy Maclean), шеф званичне Савезничке војне мисије. Он је одмах са великим ентузијазмом приступио разради идеје што ширег коришћења јадранске везе између Савезника и НОВЈ. У том циљу током новембра 1943. прешао је пут од Дрвара до Корчуле.
Независно од њега на експлоатацији јадранске везе радио је амерички мајор Луис Хјуот (енгл. Louis Huot)), из обавештајне службе ОСС, који је, у великој мери личном иницијативом, већ организовао превоз знатних количина оружја из јужне Италије.
Оба актера на живописан начин описала су ове подухвате у својим књигама: Маклејн у својој књизи енгл. „Eastern approaches”, а Хјуот у књизи енгл. „Guns for Tito”.
Тако су се на различитим нивоима у Савезничкој и партизанској хијерархији покренуле активности вођене визијом о снажној, модерно опремљеној партизанској војсци редовно снабдеваној потребним материјалом од стране Савезника преко Јадрана, и даље у унутрашњост. Савезници су видели шансу да за релативно малу корличину ратне опреме исопоручену преко Јадрана добију за узврат много главобоље задате Немцима.
Иза ових акција међутим још нису стајале неопходне политичке одлуке и војни оперативни планови - све је била сопствена иницијатива и импровизација ентузијаста на разним нивоима. Са стране НОВЈ, Тито је без већег колебања донео одлуку да прихвати ширење веза и сарадње. На страни савезника, одговарајућа одлука донета је крајем новембра на Техеранској конференцији. Међутим, недовољно брзо - ускоро ће немачка офанзива ставити тачку на ове планове. Они ће бити реализовани током наредних месеци путем ваздушног транспорта, у много скромнијем обиму него што је то било могуће октобра 1943.

## Оперативна ситуација
Подручје од Ливна до Корчуле и Виса по вертикали, и од Зрмање до Неретве по хоризонтали било је у рукама новоформираног Осмог далматинског корпуса НОВЈ, који је у свом саставу имао четири дивизије: 9., 19., 20. и 26. Немци су се пробили комуникацијом Имотски - Ловреч - Сињ и покушавали су да је поседну и утврде, али је ситуација била динамична и недефинисана - она страна која изврши концентрацију, остваривала је пролаз.
По линији Јадранске обале током октобра и у првој половини новембра текла је операција „Јесењи пљусак“. Немци су 19. новембра заузели Подгору и до 22. новембра Пељешац, али је штаб Осмог корпуса разматрао могућност противнапада. Захваљујући знатно већој мобилности трупа, Немци су их предухитрили.

## Ангажоване снаге у операцији
Штаб 2. оклопне армије располагао је за ову операцију главнином 114. и 118. ловачке дивизије и 1. пуком „Бранденбург“, а ангажовали су под својом командом још 5. усташки здруг (тзв. „Црну легију“, односно Бобановце“) и делове четничке Динарске дивизије. Укупно бројно стање ангажованих јединица износила је око 21.000 људи.
У првој фази операције под ударом се нашло шест бригада Осмог далматинског корпуса (трећа, Четврта, Пета, Шеста, Осма и Десета далматинска бригада), док су касније ангажоване још четири бригаде: Прва пролетерска, Трећа крајишка, Друга личка и Седма крајишка бригада. Укупна бројност трупа НОВЈ ангажованих у операцији износила је око 10.000 бораца.

## План операције
Штаб XV брдског корпуса израдио је следећи план операције: применом бочног маневра моторизованих и оклопних снага са правца Книна и употребом других снага с линије Сињ — Имотски избити на просторију Томиславград — Ливно, где разбити Осми далматински корпус, а затим демонстративно продужити надирање ка Купресу и Бугојну. У ту сврху одређене су снаге и нападни правци:
1. источна група — око два батаљона из 118. дивизије и три батаљона 5. усташког здруга — напада правцем Посушје — Томиславград;
2. јужна (група „Хинделанг“ —) — око хиљаду војника из састава 118. дивизије — напада правцем Студенци — Аржано — Томиславград;
3. средња (група „Шох“ —) — делови 741. пука 114. дивизије, батаљон из 264. дивизије и делови домобранског 15. пешадијског пука — напада правцем Сињ — Вагањ — Ливно;
4. северна (група „Бергер“ —) — делови 721. пука 114. дивизије, делови пука „Бранденбург“ и око 600 четника — напада правцем Книн — Босанско Грахово — Ливно.

Требало је да операција почне 4. децембра, истовремено са операцијама у Кордуну, Банији, (Операција „Пантер“) источној Босни и Санџаку (операција „Кугелблиц“). Примарни циљ операције било је Ливно са околним отпорним тачкама. Након заузимања Ливна, требало је да снаге XV корпуса врше притисак према Бугојну, док је снаге V СС корпуса требало да буду извучене ради других задатака.
V и XV брд. АК у тесном садејству наступају борбеним групама на Ливно ради разбијања непријатељских снага. XV брд. АК након тога врши демонстративни напад од Ливна према Бугојну, ради везивања снага 1 босанског корпуса.
Јединице 8. корпуса биле су распоређене на следећи начин: 9. дивизија је са две бригаде бранила правац Посушје — Томиславград. 19. дивизија је са две бригаде бранила правац Студенци — Аржано — Ливно. 20 дивизија (две бригаде) и Динарски НОП одред распоређени су на јужним падинама Динаре, према Сињу и Врлици, а Граховско-пеуљски НОП одред у рејону Дерала затвара правац Книн — Босанско Грахово.

## Ток операције

### Почетак напада
Немачки штабови остварили су потребну надмоћ у људству и техници на нападним правцима. Међутим, план операције је предвиђао савладавање под борбом велике дистанце по тешком терену. Нарочито је дуг био нападни правац северне групе „Бергер“. Стога су пре формалног почетка операције снаге XV брдског корпуса предузели ограничени напад ради побољшања полазне позиције.
Утврдивши да се на правцу Книн – Босанско Грахово налазе само слабе снаге Граховско-Пеуљског одреда, 1. пук „Бранденбург“ је уз помоћ четника 1. децембра извео изненадни испад, одбацио Граховско-Пеуљски одред и 2. децембра ушао у Босанско Грахово. Штаб 8. корпуса реаговао је наређењем 19. дивизији да на овај правац упути 5., а затим и 6. бригаду.
Дана 4. децембра ујутро отпочео је напад источне, средње и јужне групе. Источна група, из Посушја, искоришћујући маневар тенкова и подршку артиљерије, савладала је узастопни отпор и одбила противнападе резерви 3. бригаде и делова 4. бригаде и продрла до линије Војковићи — Месиховина. Јужна група, у покрету из Студенаца, задржана је на линији Орловача — Стражбеница од два батаљона 4. бригаде. Обухватајући десно крило одбране, немачки тенкови су преко Горње Тијарице продрли у Аржано и затим продужили дејство ка Кориту, где су изненадили приштапске делове 4. бригаде. Пошто је, због овог брзог продора, одбрана њених делова на правцу Студенци — Аржано постала нецелисходна, 4. бригада се повукла ка Присоју.
Упознат с немачким нападом, Врховни штаб је наредио Штабу 8. корпуса да задржи непријатеља на лиији Мокроноге — Карлов Хан и спречи му продор ка Шујици, и обавестио га да ће на правац Томиславград — Шујица,, ради ојачања одбране, упутити 1, и 3. бригаду 1. пролетерске дивизије. Штаб корпуса је решио да са 9. дивизијом 4. децембра увече изврши противнапад и одбаци непријатеља на оба правца његовог продора. Због непостојања везе са Штабом 4. бригаде, противнапад није изведен, па је 3. бригада добила задатак да се повуче и у рејону Мокронога затвори правац Томиславград — Шујица. Истовремено су у рејон Присоја упућени слушаоци Школе гађања из Ливна, да са деловима 4. бригаде затворе правце Карлов Хан — Ливно и Карлов Хан — Томиславград. Јужна група је потисла слушаоце Школе гадања и делове 4. бригаде из рејона Присоја и скренула ка Томиславграду. Најважнији успех остварила је Источна група успевши да нападом из Месиховине 5. децембра ујутру избије у Томиславград и пред Мокроноге, где је заустављена одбраном 3. далматинске бригаде.

### Продор групе „Север“
Штаб 19. дивизије, установивши у Босанском Грахову релативно слабе снаге Немаца и четника, одлучио је да их са своје две бригаде нападне и поврати Босанско Грахово. Напад је планиран за ноћ 5/6. децембра. Међутим, по паду мрака 5. децембра у Босанско Грахово ушао је у колони од око 300 возила 721. ловачки пук ојачан формацијом тенкова.
Услед непостојања савремених средстава везе, штаб 19. дивизије није стекао праву слику о овој промени ситуације, нити је био у могућности да ефикасно преусмери јединице. 5. и 6. бригада кренуле су у извођење напада према плану, али нису оствариле успех. Након целе ноћи борбе у месту, немачка група „Бергер“ извршила је концентрацију и 6. децембра у зору кренула је у напад у правцу Ливна.
Будући у плиткој офанзивној формацији, уместо да буду распоређене по дубини на правцу према Ливну, снаге 19. дивизије нису успеле да пруже ефикасан отпор. Два батаљона 6. бригаде која су се нашла на правцу немачког напада пружала су отпор до 10 сати пре подне, кад су одбачени са комуникације, и немачка колона је наставила наступање према Ливну не наилазећи на отпор након тога. Курир 6. бригаде који је требало да однесе обавештење о немачком продору у Ливно, због хладноће није успео да упали мотор и био је убијен од Немаца, тако да јединице у Ливну нису биле обавештене о немачком наступању.

### Организационе слабости у Ливну
Штаб 8. корпуса благовремено је уочио погоршање ситуације у области Томиславграда и током 5. децембра евакуисао је из Ливна све позадинске јединице и установе. Међутим, у Ливну је била смештена и Прва ваздухопловна база НОВЈ. База није била потчињена 8. корпусу, него директно Врховном штабу НОВЈ. Штаб корпуса није се сматрао надлежним да изда Бази одговарајућа наређења о евакуацији, очекујући реакцију Врховног штаба. До тога међутим није дошло. Особље Базе није смело да изврши евакуацију на своју руку, без одговарајућег наређења.
Тако је у тренутку упада немачке моторизоване колоне у Ливно, 6. децембра после подне, Прва ваздухопловна база била једина формација НОВЈ у испражњеном Ливну. Улазак Немаца само је увећао њихову конфузију. Неки су запалили авион Ф. Л. 3 који се налазио у Ливну и покушавали да униште осталу опрему да не би пала Немцима у руке, други су прихватили борбу, трећи су покушавали да се извуку. Знатан део их је заробљен.
Повлачило се како је ко знао, углавном у правцу брда изнад Ливна. У ствари непријатељ нас је изненадио. Немци и четници обучени у немачка одела пребацили су се са неколико камиона до цркве Горица и са те стране непријатељска пешадија вршила је напад у циљу опкољавања, а уз бубњарску ватру свих оружја из тенкова… Том приликом заробљени су следећи другови:

капетан Кулушић Крунослав,

п. поручник Буковац Ђемил,

п. поручник Табаковић Виктор,

ст. водник Кажинић Ђемил,

ст. водник Кежман Јосип,

десетар Гргић Јурај,

инг. Штајнер Ото,

капетан Букалов Светозар,

зам. интенданта Денић Ивица,

борац Кризман Радован.
Не зна се за: наредника Педишића Владу, инг. Унгара Рудолфа, интенданта Милорада Миловановића-Грчког.

Борац Кризман по његовом причању побегао је из заробљеништва, те је изјавио да су другови који су дошли са (авионом) До 17. на лицу места стрељани, а остале наводно да су одвели у варош.
Према каснијем извештају, од 70 бораца Прве ваздухопловне базе 23 је изгубљено. Осим њих, погинуло је и неколико позадинских радника и неколико чланова Окружног комитета Комунистичке партије за Ливно.

### Учешће четника
Група „Бергер“ током наступања блиско је сарађивала са јединицама четничке Динарске дивизије. Приликом продора моторизованом колоном од Босанског Грахова према Ливну, искористила је неколико стотина четника као десантну пешадију на оклопним возилима. О овоме је војвода Момчило Ђујић посао у свом извештају Михаиловићу. Приликом упада у Ливно је, по Ђујићу,
… настао страховити кркљанац… у којем су Немци имали 7 мртвих и 50 рањених, један од наших био је рањен. Наши су упали у штаб прве вазд. базе Титове и заклали 7 авијатичара, а заробили су 170 црвених и све поклали… Партизани су оставили 2400 на терену рањених и мртвих пребројаних и 1100 живих заробљено …

### Противнапад НОВЈ
Продором у Ливно и Томиславград немачке снаге су за два дана са успехом окончале прву етапу операције. Врховни штаб НОВЈ био је међутим веома незадовољан оваквим развојем ситуације и наредио је организовање противнапада и поновно запоседање Ливна и Томиславграда.
Када су из Бугојна у рејон Шујице пристигле 1. и 3. бригада 1. пролетерске дивизије, штабови 8. корпуса и 1. пролетерске дивизије, према директиви Врховног штаба, извршили су прегруписавање снага. Прва пролетерска бригада је затворила правац Томиславград — Шујица, а 3. крајишка бригада правац Ливно — Шујица. Трећа бригада 9. дивизије повучена је северно од комуникације Ливно — Шујица, а 4. бригада је упућена да затвори правац Ливно — Гламоч.
Штабови 1. пролетерске и 9. дивизије донели су одлуку да нападну непријатељске снаге у Ливну и Томиславграду и оба ова места заузму пре него их непријатељ солидно организује за одбрану. Посаду Томиславграда и околних села напали су четири батаљона 1. пролетерске бригаде, ноћу 8/9. децембра, и успели да овладају Еминовим Селом, Блажујем, Подгајем и Колом. Томиславград нису заузели, јер је бранилац пружио жилав отпор. Следеће ноћи је уследио напад 3. далматинске и 3. крајишке бригаде на Ливно који је био задржан на самој ивици града, па су се обе бригаде изјутра повукле на полазне положаје. Медутим, део немачких снага, продирући из Ливна ка Шујици, овладао је Боровом Главом и 12. децембра, са пристиглим ојачањем, упорно продужио наступање, одбацио делове 3. крајишке бригаде и заузео Шујицу.

#### Смена руководства 8. корпуса и план напада
Дана 12. децембра у штаб Осмог далматинског корпуса стигао је делегат Врховног штаба Сретен Жујовић, сменио комплетан штаб корпуса и преузео руковођење операцијом.
После саветовања са штабовима 9. дивизије и 6. бригаде 19. дивизије (пребачене из рејона Босанског Грахова у Гламочко поље) одлучио је да ноћу 15/16. децембра са три бригаде нападне немачке снаге у Ливну, уз истовремено дејство 20. дивизије на немачке обезбеђујуће делове дуж комуникације Сињ — Пролог; као и уз дејство 5. бригаде 19. дивизије на четнике у рејону Стрмице и Голубића. Врховни штаб је наредио 1. пролетерском корпусу да прикупи јаче снаге и. у складу са планираним нападом 8. корпуса, предузме офанзивна дејства и увођењем јаких резерви продужи дејство ка Ливну и Томиславграду. У том циљу је 2. личка из рејона Травника упућена ка Доњем Маловану, а од Штаба 10. крајишке дивизије се захтевало да своју 7. крајишку бригаду помери из рејона Прозора ка Равном. Напад на немачке снаге у ширем рејону. Шујице предвиђен је за ноћ 16/17. децембра.
Овај план био је нереалан и преамбициозан, како због недовољности ангажованих снага, тако и због тешких теренских и временских услова који су исцрпљивали људство и отежавали планирање и синхронизацију дејстава. Саво Трикић из 3. крајишке присетио се једног детаља:
Поподне 10. децембра 3. батаљон је добио задатак да посједне положаје Ивовик (к. 1421) и да затвори правац према Ливну, Загоричанима и Шујици. Да се борци не би посмрзавали наређено је да се сви ухвате у коло и да играју. Нико није остао изван кола, осим оних који су били у патролама и на стражи, а и они су се често смјењивали. Биле су организоване групе које су строго пазиле да неко од другова или другарица не сједне, не легне или да мирно стоји.

#### Ток противнапада
Док су се јединице 1. пролетерског и 8. корпуса припремале за напад, немачки обезбеђујући делови свакодневно су вршили испаде у захвату комуникација које воде од Ливна и Томиславграда ка Шујици. Тако су 15. децембра, непосредно пред напад делова 8. корпуса на град, предузели већи испад из Ливна против 3. и 4. бригаде 9. дивизије. Обе ове бригаде су одбиле немачки испад, а затим су, са 6. бригадом 19. дивизије (привученом у рејон Поточана), извршиле напад који међутим није успео због јаких снага и жилавог отпора непријатеља. Штаб 8. корпуса је био уверен да је немачки испад, предузет пре напада на Ливно, био разлог што место није заузето, па је наредио да се напад обнови истим снагама. Поновљени напад извршен. је ноћу 17/18. децембра, али неједновремено: 6. бригада је нападала из рејона Голубњаче дуж друма ка Ливну; 3. бригада правцем Мрђановац — Башајковац — Ливно; 4. бригада правцем Сухача — Ливно. Трећа бригада и делови 6. бригаде заустављени су жестоком ватром на самој ивици града, а један батаљон 4. бригаде, који је био заузео неколико зграда, одбачен је противнападом немачких делова. Најзад су се, 18. децембра изјутра, снаге 9. и 19. дивизије повукле на полазне положаје, не извршивши задатак, пре свега, због надмоћи, жилавог отпора и добро организоване одбране немачких јединица.
Иако је 20. дивизија, садејствујући нападу на Ливно, пресекла на Динари комуникацију Сињ — Пролог, ипак није успела да сломи отпор немачких посада у Прологу, Билом Бригу и Вагњу. Пета бригада 19. дивизије протерала је четнике из Стрмице и Голубића, али, када је са правца Книна пристигао један батаљон немачког 741. пука 114. дивизије, она се повукла ка Босанском Грахову.
Штаб 1. пролетерске дивизије убрзано се припремао да, затварајући правце од Томиславграда и Ливна, концентричним нападом, уништи непријатељске снаге у ширем рејону Шујице, па је четири бригаде груписао у две нападне колоне. Источна колона (1. пролетерска и 7. крајишка бригада) добила је задатак да из рејона Доње Вуковско — Равно нападне бок и позадину немачких снага на линији Галичић — Шујица — Стржањ, истурајући бочно обезбеђење према Томиславграду и на Боровој глави према Ливну. Западна колона (3. крајишка и 2. личка бригада) требало је да с линије источне падине Круга — Доњи Малован нападне у правцу Шујице. Међутим, 7. бригада је задоцнила јер није правовремено примила заповест за напад; а 1. пролетерска бригада је морала да употреби два батаљона за бочно обезбеђење са правца Томиславграда. Кад је напад отпочео, испољиле су се и друге тешкоће: закаснила је једна колона 1. пролетерске бригаде; оштра зима је ометала рад аутоматских оружја. Све је то условило да напад већ од самог почетка није имао добре изгледе на успех. Два батаљона 2. личке бригаде и један 3. крајишке из састава западне колоне и два батаљона 1. пролетерске бригаде из источне колоне продрли су до Шујице, али нису могли да савладају жилаву одбрану немачке посаде, која их је противнападом одбацила. 17. децембра изјутра, једна немачка колона изненадним ударом продрла је из Томиславграда ка Шујици. Штаб 1. пролетерског корпуса није одобрио да се обнови напад ноћу 17/18. децембра и одлучио је да обустави безизгледне нападе. Прва пролетерска и 7. крајишка бригада повучене су да затворе правце од Томиславграда и Шујице ка Равном и Купресу, а 3. крајишка и 2. личка бригада да бране правац Шујица — Купрес. Због заморености, 3. крајишка бригада је већ 19. децембра извучена у рејон Бугојна. Немачке снаге су сутрадан напале на правцима Шујица — Купрес и Томиславград — Равно. Друга личка бригада је успела да у рејону Доњег Малована, у оштрој борби, заустави немачке снаге са правца Шујице, а делови 1. пролетерске и 7. бригаде такође су спречили продор снага са правца Томиславграда. Обе задржане немачке колоне повукле су се касније у Шујицу.
Првих дана јануара немачка 114. дивизија је преко Сиња и Книна упућена према Лици и Хрватском приморју, а затим у Италију ради учешћа у нападу на мостобран код Анција. Делови 118. дивизије били су нешто раније упућени преко Имотског ка обали између Макарске и Омиша и ради предстојећег десанта на острва. У Ливну, Шујици и Томиславграду задржани су пук „Бранденбург“, 5. усташки здруг и мање домобранске снаге.
Немачка команда је, задовољна постигнутим резултатом, наставила убрзано своје офанзивне планове на другим подручјима. Тако је завршена операција „Цитен“.

## Резултати операције
Немци су успехом ове операције повећали дубину одбране обалског појаса. Међутим, њихове процене нанесиних губитака противнику знатно су скромније од оних које је изнео војвода Ђујић:
Непријатељ: 349 избројаних мртвих, 14 заробљених, 45 пребеглих. Стварни губици били су далеко већи.
Заплењено је: 204 пушке, 12 пушкомитраљеза, 17 митраљеза. Сопствени губици: 16 мртвих, 83 рањена.
Извештаји јединица НОВЈ приказују нешто другачију слику. Тако, на пример, за 6. далматинску бригаду пише:
{{цитат|Према извештајима штабова батаљона, бригада је у овим борбама убила око 50 немачких војника и већи број ранила. Губици бригаде су били: 45 погинулих, 61 рањен.
Овај пораз и пораз у операцији „Хербстгевитер II“ крајем децембра 1943. кад су изгубили Корчулу, пресекао је у зачетку планове НОВЈ о евентуалном држању фронта и држању у својим рукама сталне територије уз помоћ савезничког снабдевања. Материјална подршка савезника редукована је на неизвесну помоћ допреману авионима и на компликован и неизвесан систем дистрибуције залиха допремљених бродовима на Вис. НОВЈ као целина вратио се на партизански начин ратовања.